# Капітан і його пірат
«Капітан і його пірат» (англ. The Captain and His Pirate) — фільм відзнятий режисером Енді Вольффом. Фільм — учасник міжнародного кінофестивалю Docudays UA.

### Сюжет
Кшиштоф Котюк, капітан вантажного судна Hansa Stavanger, 2009 року протягом чотирьох місяців був заручником сомалійських піратів. Режисер Енді Вольфф супроводжує капітана під час курсу психотерапії, спрямованого на примирення з пережитим, відчуттям поразки й закидами звільнених членів команди про те, що він співпрацював із піратами. Агадо, капітан піратського судна, не потребує психотерапії. Він отримав майже тримільйонний викуп і не втратив поваги своїх поплічників, його багаторічний досвід життя на війні позбавляє будь-яких моральних дилем, що постають перед ним, а його розум холодний через жування листя ката. Парадокс, але цих двох чоловіків об'єднує взаємоповага, народжена під час викрадення. Фільм знайомить нас із двома протилежними світами, дає унікальні свідчення основних учасників подій і відкриває маловідомі подробиці міжнародної торгівлі.